# Najm de Marrakech
Maillots
Le Najm Sportif de Marrakech (en arabe : نادي النجم المراكشي), plus couramment abrégé en Najm Marrakech, est un club marocain de football fondé en 1965 et basé à Menara, quartier de Marrakech.
Le club évolue en quatrième division marocaine lors de la saison 2016-2017.

## Historique
Le club évolue pendant quatre saisons consécutives en deuxième division marocaine, de 2002 à 2006.
Il atteint les huitièmes de finale de la Coupe du Trône lors de la saison 2005-2006, en étant battu par le Raja de Casablanca.